# Torneio Internacional HMG Cup 2014
O Torneio Intercontinental de Futsal HMG Cup 2013 foi a 2ª edição do torneio. Todos os jogos foram disputados na cidade de São José dos Pinhais, no Paraná. A competição foi realizada de 19 de março a 22 de março de 2013. A competição recebeu apoio da CBFS e da FPFS.

## Regulamento
As quatro equipes jogam todas entre si em turno único, sendo que a equipe que tiver mais pontos será declarada campeã.

### Contagem de Pontos
A contagem de pontos foi a seguinte:
- Vitória – 3 pontos ganhos
- Empate no tempo normal e vitória nos pênaltis – 2 pontos ganhos
- Empate no tempo normal e derrota nos pênaltis – 1 ponto ganho
- Derrota – 0 pontos ganhos

### Critérios de Desempate
Caso duas ou mais equipes terminarem empatadas na soma de pontos ganhos, os critérios de desempate a serem aplicados serão:
1. Confronto direto;
2. Maior número de vitórias;
3. Maior saldo de gols;
4. Maior número de gols;
5. Menor número de gols;
6. Sorteio das equipes envolvidas.

## Fase única
| Equipe                           | P | J | V | D | GP | GC | SG  |
| -------------------------------- | - | - | - | - | -- | -- | --- |
| ADC Intelli                      | 8 | 3 | 3 | 0 | 14 | 9  | +5  |
| Predefinição:Futsal Brasil Kirin | 6 | 3 | 2 | 1 | 12 | 5  | +7  |
| River Plate                      | 4 | 3 | 1 | 2 | 9  | 9  | 0   |
| Racing                           | 0 | 3 | 0 | 3 | 6  | 18 | -12 |

## Premiação
| Vencedor              |
| Brasil                |
| --------------------- |
| ADC Intelli 1º título |